# Sloveč
Sloveč település Csehországban, a Nymburki járásban. Sloveč Kněžice, Nový Bydžov, Hlušice, Městec Králové, Záhornice és Běrunice településekkel határos. Lakosainak száma 519 fő (2024. január 1.).

## Népesség
A település lakosságának változását az alábbi diagram mutatja:
| Lakosok száma | 1151 | 1394 | 1311 | 916  | 697  | 532  | 508  | 501  | 515  | 519  |
|               | 1869 | 1890 | 1921 | 1950 | 1980 | 2001 | 2017 | 2019 | 2022 | 2024 |